# Каспер Денгофф
Каспер Денгофф (*Kasper Denhoff, 1 січня 1588 — 4 липня 1645) — державний діяч, урядник Речі Посполитої.

## Життєпис
Походив з німецького шляхетського роду Денгоффів. Другий син Герарда Денгоффа, воєводи дерптського, і Маргарити фон Цвайлфельн.
Дворянин при дворі польського короля Сигізмунда III Вази. Перехід з кальвінізму до католицтва сприяло стрімкій кар'єрі. Належав до придворної партії. 1620 року оженився на представниці магнатського роду Конецпольських. У 1627 році отримав посаду воєводи дерптського. 1629 року стає старостою велюнським (до 1634 року). У 1632 року був послом (депутатом) від Дерпського воєводства на елекційний сейм, де підтримав кандидатуру Владислава IV Вази.
У 1634 році був призначений воєводою серадзьким. Того ж року стає депутатом Коронного Трибуналу (до 1635 року). У 1635 році отримав титул графа Священної Римської імперії. Від імені Владислава IV Вази вів у Відні дипломатичні перемовини щодо одруження короля Речі Посполитої на австрійській ерцгерцогині Цецилії Ренаті, доньці імператора Священної Римської імперії Фердинанда II. В результаті успішних дій Денгоффа Цецилія Рената стала дружиною Владислава IV, а Каспер Денгофф в 1637 році отримав титул князя Священної Римської імперії. У 1639 році був призначений маршалком королеви Цецилії Ренати.
Побудував для себе резиденції в стилі бароко в Крушині під Радомско (1630 року) і Уязді під Варшавою (1636 рік), а також родинну усипальню в священному місці Ясна Гора. 1639 року отримав староства лемборкське, радомсковське, староства болеславське, малощицьке, собовідзьке, клонівське, лайське, 1644 року — сокальське.

## Родина
Дружина — Анна Олександра, донька Олександра Конецпольського, воєводи подільського.
Діти:
- Анна (1621—1656), дружина Богуслава Лещинського, підканцлера коронного
- Олександр (д/н—1671), королівський секретар
- Станислав (д/н—1653), староста велюнський і радомський
- Зигмунд (д/н—1655), староста бидгощський, сокальський, болеславський